# Now What?!
| Recensione | Giudizio |
| ---------- | -------- |
| AllMusic   |          |

Now What?! è il diciannovesimo album in studio del gruppo musicale britannico Deep Purple, pubblicato il 26 aprile 2013 e prodotto da Bob Ezrin.

## Storia
Il 12 dicembre 2012 la band ha confermato l'uscita di un nuovo album e lanciato un sito ufficiale apposito in cui interagire con i fan. Il titolo ufficiale è stato confermato il 26 febbraio 2013, mentre il 29 marzo è stato distribuito il primo singolo estratto dall'album.
Il disco presenta due tracce scritte in memoria dello storico tastierista del gruppo Jon Lord: Uncommon Man e Above and Beyond. La prima è in parte ispirata alla composizione classica Fanfare for the Common Man.
È il primo album di inediti pubblicato dopo quasi otto anni dall'ultimo album in studio Rapture of the Deep (2005).

## Accoglienza
Alla sua pubblicazione, l'album ha riscosso grande successo, raggiungendo il primo posto in classifica in Germania, Austria e Norvegia. È inoltre diventato il primo disco dei Deep Purple capace di raggiungere la top 40 della Official Albums Chart dai tempi di The Battle Rages On... nel 1993.

## Copertina
La copertina sullo sfondo bianco ritrae un punto interrogativo e un punto esclamativo con la scritta in basso del titolo dell'album. Nell'edizione deluxe la copertina è pressoché la stessa con lo sfondo colore oro.

## Tracce
Testi e musiche di Don Airey, Ian Gillan, Roger Glover, Steve Morse, Ian Paice e Bob Ezrin, eccetto dove indicato.
1. A Simple Song – 4:38
2. Weirdistan – 4:11
3. Out of Hand – 6:10
4. Hell to Pay – 5:11
5. Body Line – 4:26
6. Above and Beyond – 5:30
7. Blood from a Stone – 5:18
8. Uncommon Man – 6:59
9. Après vous – 5:26
10. All the Time in the World – 4:21
11. Vincent Price – 4:46

Tracce bonus dell'edizione deluxe CD+DVD
1. It'll Be Me – 3:03 (Jack Clement)
2. First Sign of Madness – 4:30

## Formazione
- Ian Paice – batteria
- Ian Gillan – voce
- Roger Glover – basso
- Steve Morse – chitarra
- Don Airey – tastiere

## Classifiche
| Classifica (2013)          | Posizione massima |
| -------------------------- | ----------------- |
| Austria                    | 1                 |
| Belgio (Fiandre)           | 33                |
| Belgio (Vallonia)          | 14                |
| Danimarca                  | 18                |
| Finlandia                  | 8                 |
| Francia                    | 57                |
| Germania                   | 1                 |
| Grecia                     | 13                |
| Italia                     | 12                |
| Norvegia                   | 1                 |
| Paesi Bassi                | 12                |
| Polonia                    | 5                 |
| Regno Unito                | 19                |
| Regno Unito (rock & metal) | 1                 |
| Repubblica Ceca            | 1                 |
| Russia                     | 3                 |
| Scozia                     | 13                |
| Spagna                     | 19                |
| Stati Uniti                | 110               |
| Stati Uniti (independent)  | 23                |
| Stati Uniti (hard rock)    | 7                 |
| Stati Uniti (rock)         | 33                |
| Stati Uniti (tastemaker)   | 16                |
| Svezia                     | 7                 |
| Svizzera                   | 2                 |
| Ungheria                   | 7                 |

## Date di pubblicazione
| Luogo           | Data           |
| --------------- | -------------- |
| Germania        | 26 aprile 2013 |
| Svizzera        | 26 aprile 2013 |
| Austria         | 26 aprile 2013 |
| Finlandia       | 26 aprile 2013 |
| Spagna          | 26 aprile 2013 |
| Regno Unito     | 29 aprile 2013 |
| Francia         | 29 aprile 2013 |
| Repubblica Ceca | 29 aprile 2013 |
| Norvegia        | 29 aprile 2013 |
| Danimarca       | 29 aprile 2013 |
| Nord America    | 30 aprile 2013 |
| Italia          | 30 aprile 2013 |
| Svezia          | 1 maggio 2013  |